# Канакубо Такехіро
Такехіро Канакубо (нар. 1 липня 1986, префектура Канаґава) — японський борець греко-римського стилю, дворазовий срібний призер чемпіонатів Азії, срібний призер Азійських ігор.

## Життєпис
Боротьбою почав займатися з 2004 року. 
Виступав за клуб «Мій спортивний дім» міста Йокогама. Тренер — Сінго Мацумото.

## Спортивні результати на міжнародних змаганнях

### Виступи на Чемпіонатах світу
| Змагання                        | Збірна | Вагова категорія                 | Місце |
| ------------------------------- | ------ | -------------------------------- | ----- |
| Чемпіонат світу з боротьби 2010 | Японія | греко-римська боротьба, до 74 кг | 5     |
| Чемпіонат світу з боротьби 2011 | Японія | греко-римська боротьба, до 74 кг | 23    |
| Чемпіонат світу з боротьби 2013 | Японія | греко-римська боротьба, до 74 кг | 16    |
| Чемпіонат світу з боротьби 2015 | Японія | греко-римська боротьба, до 75 кг | 32    |

### Виступи на Чемпіонатах Азії
| Змагання                       | Збірна | Вагова категорія                 | Місце  |
| ------------------------------ | ------ | -------------------------------- | ------ |
| Чемпіонат Азії з боротьби 2012 | Японія | греко-римська боротьба, до 74 кг | Срібло |
| Чемпіонат Азії з боротьби 2014 | Японія | греко-римська боротьба, до 75 кг | Срібло |
| Чемпіонат Азії з боротьби 2015 | Японія | греко-римська боротьба, до 75 кг | 11     |
| Чемпіонат Азії з боротьби 2016 | Японія | греко-римська боротьба, до 75 кг | 12     |

### Виступи на Азійських іграх
| Змагання           | Збірна | Вагова категорія                 | Місце  |
| ------------------ | ------ | -------------------------------- | ------ |
| Азійські ігри 2014 | Японія | греко-римська боротьба, до 75 кг | Срібло |

### Виступи на інших змаганнях
| Змагання                                                        | Збірна | Вагова категорія                 | Місце  |
| --------------------------------------------------------------- | ------ | -------------------------------- | ------ |
| Золотий Гран-прі з боротьби 2010 (Тбілісі)                      | Японія | греко-римська боротьба, до 74 кг | 14     |
| Золотий Гран-прі з боротьби 2010 (Баку)                         | Японія | греко-римська боротьба, до 74 кг | 11     |
| Золотий Гран-прі з боротьби 2011 (Сомбатгей)                    | Японія | греко-римська боротьба, до 74 кг | 19     |
| Кубок Президента Казахстану з боротьби 2011                     | Японія | греко-римська боротьба, до 74 кг | 7      |
| Олімпійський кваліфікаційний турнір з боротьби 2012 (Гельсінкі) | Японія | греко-римська боротьба, до 74 кг | 18     |
| Кубок Ядегара Імама 2014                                        | Японія | греко-римська боротьба, до 75 кг | Бронза |
| Золотий Гран-прі з боротьби 2014 (Сомбатгей)                    | Японія | греко-римська боротьба, до 75 кг | 19     |
| Гран-прі FILA 2015                                              | Японія | греко-римська боротьба, до 75 кг | 12     |
| Кубок Владислава Пітласинські 2015                              | Японія | греко-римська боротьба, до 75 кг | 18     |